# Al Yazmalım
Al Yazmalım es una telenovela turca de 2011, producida por Ay Yapım y emitida por ATV.
Está basada en la novela «Tú, mi álamo con pañuelo rojo en la cabeza», del escritor soviético Chinguiz Torekúlovich Aitmátov, y de la que también fue adaptada en el cine, bajo el título de Selvi boylum al yazmalım, del año 1978.

## Trama
Asiye es una joven que vive en un pequeño pueblo. Accidentalmente conoce a un rebelde joven llamado İlyas, y se enamoran a primera vista. Los jóvenes comienzan una relación a escondidas y pronto Asiye queda embarazada. La pareja logra casarse, pero İlyas sueña con convertirse en campeón de motocross, sueño que traerá problemas con su esposa. La pareja se separa antes de que el bebé nazca, pero un hombre que perdió a su familia en un terremoto, Cemşit, entrará en la vida de la joven. Mientras Asiye intenta construir una vida junto con Cemşit y Memo, su hijo, İlyas volverá como un hombre maduro y dispuesto a recuperar a su familia.

## Reparto
- Seçkin Özdemir como İlyas Avcı.
- Özge Özpirinçci como Asiye Has.
- Barış Falay como Cemşit Ateş.
- Orhan Alkaya como Salih Usta.
- Zeynep Eronat como Fatma Avcı.
- Macit Koper como Bahattin Has.
- Gözde Kansu como Helin Sezaioğlu.
- Ahmet Saraçoğlu como Osman Bayıklı.
- Nesrin Javadzadeh como Ayça.
- Saygın Soysal como Tahir Oğuz.
- Nursel Köse como Maryamhan.
- Aslı İçözü como Seher Has.
- Ayten Uncuoğlu como Güner.
- Bahadır Vatanoğlu como Zafer Has.
- Pınar Ünsal como İpek Has Bayıklı.
- Mine Kılıç como Sibel.
- Burak Önal como Ömer.
- Gözde Duru como Saliha.
- Mert Karabulut como Ali.
- Memetcan Diper como Cem.
- Ece Dizdar como Nermin.
- Tuğçe Kumral como Filiz Çınar.
- Defne Kayalar como Suna.
- Burak Can como Cankat Has.
- Emir Çiçek
- Teoman Gül
- Gökhan Ünal
- Yusuf Arat
- Serkan Uzuner como Adnan.
- Umit İlban como Fırat.
- Anıl Çelik como Metin.
- Münir Canar como Hikmet.
- Oğuz Oktay como Abdi Ateş.
- Hazel Çamlıdere como Melek.
- Ümit Olcay como Ahmet.
- Berk Pami como Mehmet "Memo" Avcı.

## Producción

### Música
La banda sonora de la serie fue realizada por el cantante y compositor Toygar Işıklı, quién ha trabajado en producciones anteriores de Ay Yapım.